# Madeiravin

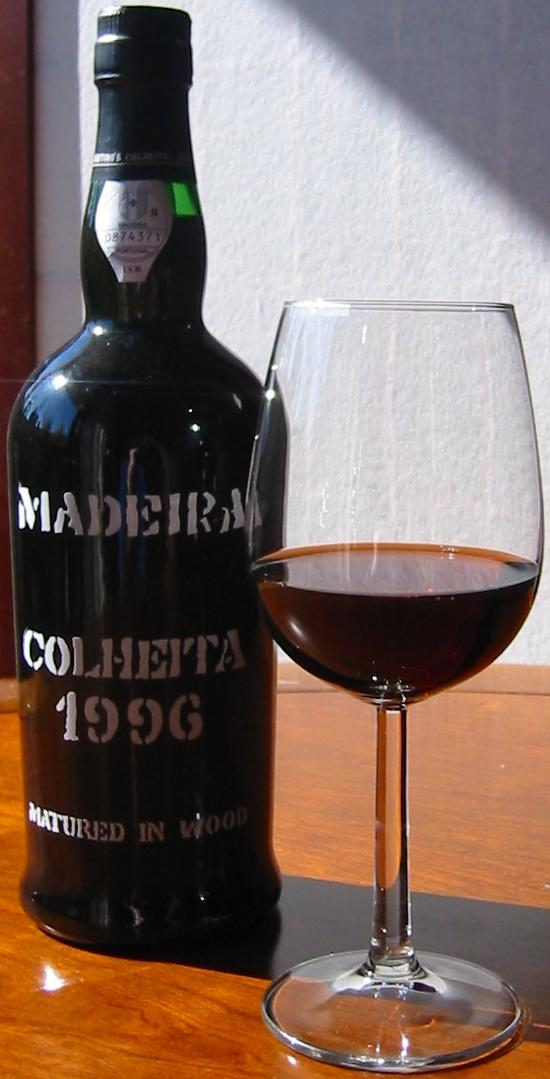
Madeiravin.

Madeiravin, eller endast madeira (uttal /maˈdeːra/, förr även med stavningen madera), är ett starkvin från den portugisiska ön Madeira utanför den afrikanska västkusten. Vinet finns i olika söthetsgrader från torrt till sött. Det torra och halvtorra vinet dricks som aperitif, till ost och till mustiga soppor såsom trattkantarellsoppa och svartsoppa, det halvsöta och söta som dessertvin samt i efterrätter såsom plommon i madeira. Jämte portvin är det Portugals mest kända vin och har traditionellt rönt stora framgångar i Storbritannien och USA. Ön Madeira är en gammal vulkanö och jorden har visat sig utmärkt för vinodling.

## Framställning
Basen i slutprodukten är vanligt vin. För att skapa ett tåligare vin som skulle klara långa sjöresor förr i tiden tillsattes vinsprit till vinet. Detta sker fortfarande med en process som kallas fortifiering. Processen går till så att jäsningen avbryts när vinet har nått önskad druvsockerhalt genom att den nittio-procentiga vinspriten tillsätts. Ytterligare en metod som skapar högre lagringstålighet är att vinet utsätts för värme, så kallad estufagem, vilket skapar en pastöriserande effekt. Ursprunget för denna metod är att man fann att vin som utsatts för solvärme under fartygsfärder mellan Europa och Sydamerika gav ett lagringsdugligt och smakrikt vin. Tillsammans har dessa metoder gjort att Madeira idag är ett av världens mest lagringsbara vin.
Förutom årgångsvinerna (se klasser nedan) är all Madeira en blandning. Det nya vinet för året blandas med äldre viner, för att skapa en så jämn kvalitet över åren som möjligt.

## Druvor och stilar
Historiskt fanns det flera olika gröna druvsorter på Madeira som var och en skapade sina egna stilar av vinet. Efter vinlusens angrepp försvann dessa gamla sorter och vinet tillverkas numera huvudsakligen av den blå druvan Tinta Negra Mole. På flasketiketterna användes de traditionella namnen. När Portugal blev medlem av EU infördes lagar som gjorde att den druva som anges på etiketten också måste ingå till 85 procent. Därför står det numera endast madeira på etiketten utan något druvnamn. Dessa viner klassificeras efter ålder och söthetsgrad. 
De förnämsta producenterna återplanterar numera de klassiska druvorna, återskapar de traditionella stilarna vilket gör att kvaliteten på vinet ökar. Nedanstående gröna druvor och stilar är de klassiska på ön:
- Sercial - skapar ett lätt, torrt och friskt vin.
- Verdelho - ger ett torrt till halvtorrt ganska fylligt vin.
- Bual = Boal - är en ganska ovanlig druva som ger ett halvsött, smakrikt vin av tämligen hög kvalitet.
- Malvasia eller Malmsey - skapar det allra sötaste och fylligaste vinet.

Andra druvor som kan förekomma på framförallt äldre madeiraflaskor är Terrantez och Bastardo.

## Klasser
Följande klasser finns för madeiravinet:
- Reserve som måste vara lagrat i mer än fem år.
- Special Reserve som skall vara lagrat i mer än tio år.
- Extra Reserve Lagrat som måste vara lagrat i mer än 15 år.
- Vintage (med årgångsbeteckning) skall lagras minst 20 år på fat och två år på flaska.